# Reinaldo Elias da Costa
Reinaldo Elias da Costa, oftmals nur Reinaldo, (* 13. Juni 1984 in Itaberí, Minas Gerais) ist ein ehemaliger brasilianischer Fußballspieler.

## Karriere
Reinaldo begann 2004 seine Profikarriere in Brasilien bei América Mineiro und spielte im folgenden Jahr für Corinthians Alagoano. Ende 2005 wechselte der 192 cm große Stürmer zunächst leihweise in die australische Profispielklasse A-League zu Queensland Roar und konnte dabei in den letzten Saisonspielen mit zwei Treffern in sechs Partien überzeugen.
Nachdem in der Saisonpause Toptorjäger Alex Brosque den Verein verlassen hatte, verpflichtete Queensland Reinaldo fest zur Saison 2006/07. Reinaldo wurde in den beiden folgenden Spielzeiten zum Stammspieler, mit sechs Treffern in der Saison 2007/08 verhalf er dem Klub zur erstmaligen Teilnahme an den Meisterschafts-Play-Offs, in denen er weitere drei Treffer erzielte und letztlich mit Roar im Preliminary Final scheiterte. Nach Saisonende entschied sich Reinaldo zu einem Wechsel zum koreanischen Erstligisten Busan I'Park, kehrte aber noch während der Saisonpause wieder zu Queensland zurück, nachdem er seinen Vertrag mit Busan I'Park wegen Anpassungsschwierigkeiten auflöste. Aber auch hier blieb er nur kurz und erhielt im Anschluss selten noch Engagements, die über eine Spielzeit hinausgingen. Reinaldo beendete seine Karriere als Spieler 2018.